# Amansie West District
Der Amansie West District ist einer von 138 Distrikten in Ghana. Er ist im Zentrum Ghanas in der Ashanti Region gelegen und dort einer von 21 regionalen Distrikten. Der Amansie West District grenzt an die Distrikte Atwima, Atwima Mponua, Amansie Central, Bosomtwe/Atwima/Kwanwoma und der Central Region. Bis zur Verwaltungsumstrukturierung und Gründung von neuen Distrikten im Jahr 1989 war der heutige Amansie West District Teil des ehemaligen Amansie East Districts, der sich 1989 aus den Gebieten des heutigen Amansie East sowie des Amansie Central Districts zusammensetzte. Heute ist Chief Exekutive des nunmehr 1141 km² großen Distriktes mit ca. 108.768 Einwohnern (2006) ist Ben Kwakye-Adeefe.

## Geographie
Der Distrikt liegt im Durchschnitt 210 Meter über dem Meeresspiegel. Im Nordwesten des Distriktes liegt zwischen den Ortschaften Manso-Nkwanta und Abore eine Hügelkette, die sich zwischen 560 und 630 Meter über dem Meeresspiegel erhebt.
Die Flüsse Offin und Oda entwässern mit ihren Nebenflüssen Jeni, Pumpin und Emuna den Distrikt. Im Distrikt, der von tropischem Regenwald bedeckt ist, wurden mit dem Oda River Forest Reserve, Apamprama Forest Reserve, Gyeni River Forest Reserve und Jimira Forest Reserve bereits vier Waldreservate eingerichtet.

## Wirtschaft
Die meisten Beschäftigten sind im Bereich der Landwirtschaft tätig. Der gesamte Distrikt liegt über reichen Goldlagerstätten. Neben der Landwirtschaft, die im Wesentlichen als Subsistenzwirtschaft betrieben wird stellt der Goldbergbau den wichtigsten Wirtschaftsfaktor im Distrikt dar. Der größte Gebietsanteil des Distrikts ist im Rahmen von Bergbaukonzessionen dem Goldbergbau zur Verfügung gestellt worden. Lehmvorkommen können in Yawkrom, Abore und Essuowin gefördert werden. 
Es sind bereits zwei lokale Banken mit der Amansie West Rural Bank in Antoakorm mit Filialen und Manso Nkwanta, Manso Adubia und Alwima sowie die Kwanwoma Rural Bank in Pakyi No. 2 gegründet worden.

## Gesundheit
Im Distrikt ist ein Krankenhaus in Agroyesum eröffnet worden. Vier Gesundheitszentren bestehen in Adubia, Essuowin, Abore und Tontokrom. Sechs kleinere Kliniken stehen der Bevölkerung in Manso Nkran, Abouso, Antpakrom, Esaase, Takorase und Manso Nkwanta zur Verfügung. Des Weiteren gibt es in Antoakrom, Mpatuom, Pakyi No. 2, Esaase und Manso Nkwanta Geburtshäuser.

## Bildung
Im Distrikt sind drei Senior Secondary Schools gegründet worden. Diese höheren Bildungseinrichtungen sind die Mansoman Secondary School in Manso Atwere, die Adubia Secondary School in Manso Adubia und die Esaase Bontefufiio Secondary / echnical School in Esaase.

## Infrastruktur
Im Distrikt versorgen sich 65 Prozent der Haushalte mit Wasser aus Flüssen. Nur wenige haben Zugang zu Handpumpen oder Brunnen. Lediglich in den Ortschaften Manso Atwere und Esaase gibt es Leitungswasser.
Es steht eine asphaltierte Straße mit einer Länge von 49,6 km zwischen Anwiankwanta – Manso Nkwanta – Abore highway zur Verfügung. Eine Vielzahl von Schotterpisten durchziehen den Distrikt.

## Wahlkreise
Im Distrikt Amansie West wurde nur ein gleichnamiger Wahlkreis eingerichtet. Kofi Krah Mensah errang hier für die New Patriotic Party bei den Parlamentswahlen 2004 den Sitz im ghanaischen Parlament.

## Sonstiges
Von den Vereinten Nationen wurde im Rahmen des Unites Nations Millennium Projekt die Ortschaft Manso-Bonsaso zum Millennium Dorf ernannt.

## Wichtige Ortschaften in Amansie West District
| - Mpatuom - Pakyi No. 2 - Moseaso - Manso-Atwede - Manso Abore - Domi-Keniago - Manso-Nkwanta - Odaho | - Essuonwin - Datano - Edubia - Watreso - Esaase - Antoakrom - Ankam | - Tontokrom - Aboabo-Tetekasu - Manso Mim - Agoroyesum - Pakyi No. 1 - Hiakosi |